# Sejm delegacyjny
Sejm delegacyjny – forma sejmu walnego, polegająca na wyłonieniu ze składu plenarnego delegacji sejmowej, obdarzonej określonymi przez sejm pełnomocnictwami. Przyjęte przez delegację uchwały sejm akceptował na posiedzeniu plenarnym bez prawa dyskusji merytorycznych i zastosowania prawa weta.
Instytucja ta była orężem w rękach ambasadorów i posłów rosyjskich w Rzeczypospolitej w drugiej połowie XVIII wieku. Ograniczony skład liczebny pełnomocnych delegacji pozwalał im w lepszy sposób wpływać na kształt podejmowanych uchwał sejmowych. 
W świetle polskiego prawa zwyczajowego delegacja była ciałem pozaparlamentarnym. Dopiero w czasie Sejmu Repninowskiego w 1767 poseł Nikołaj Repnin sterroryzował posłów, porywając 5 senatorów i wymusił w ten sposób wyłonienie 70 osobowej delegacji. Odtąd delegacja stała się nową legalną instytucją parlamentarną. Po zalimitowaniu obrad sejmu do delegacji należało opracowanie nowego prawa sejmowego, które obowiązywało aż do czasów Sejmu Czteroletniego. Sejm Rozbiorowy w 1773 wyłonił delegację, która negocjowała traktaty rozbiorów. 
Ostatnim sejmem, który wyłonił delegację był rozbiorowy sejm grodzieński w 1793.